# Deppea purpusii
Deppea purpusii är en måreväxtart som beskrevs av Paul Carpenter Standley. Deppea purpusii ingår i släktet Deppea och familjen måreväxter. Inga underarter finns listade i Catalogue of Life.